# Трка на 60 метара са препонама
Трка на 60 метара са препонама је атлетска дисиплина која се обично одржава у дворани, у којој треба да се пређе пет препона висине од 1,067 м (0,84 м жене), на растојању од 60 метара.
Такмичари у овој дисциплини стартују из стартних блокова, као и сви који трче спринтерске дисциплине без препона. Прва препона се налази 13,72 метра (13,00 м жене) од старта, а преосталих 4 су на растојању од по 9,14 метара (8,50 м жене). Растојање од последње препоне до циља је 9,72 метра (13,00 жене).

## Светски рекорди
Тренутни светски рекорд код мушкараца је 7,30 секунди, а постигао га је Колин Џексон из Уједињеног Краљевства у Зинделфингену 6. марта 1994. Код жена рекорд држи Сузана Калур из Шведске у времену 7,68, а постигнут је у Карлсруеу, 10. фебруара 2008.

### Мушки рекорди
(стање 20. децембар 2010)
|     | Време/s | Име                   | Држава                             | Место        | Датум              |
| --- | ------- | --------------------- | ---------------------------------- | ------------ | ------------------ |
| СР  | 7,30    | Колин Џексон          | Уједињено Краљевство               | Зинделфинген | 6. март 1994.      |
| ЕР  | 7,30    | Колин Џексон          | Уједињено Краљевство               | Зинделфинген | 6. март 1994.      |
| САР | 7,33    | Дајрон Роблес         | Куба                               | Диселдорф    | 8. фебруар 2008.   |
| ЈАР | 7,60    | Марсио Симао де Соуза | Бразил                             | Карлсруе     | 15. децембар 2004. |
| АФР | 7,52    | Шон Боунс             | Јужна Африка                       | Гент         | 23. фебруар 2004.  |
| АЗР | 7,42    | Љу Сјанг              | Кина                               | Карлсруе     | 11. фебруар 2007.  |
| ОКР | 7,73    | Кајл Вандер Кујп      | Аустралија                         | Барселона    | 11. март 1995.     |
| РС  | 7,67    | Милан Ристић          | Србија · АК Црвена звезда, Београд | Албукерки    | 15. март 2014.     |

СР= светски рекорд, ОР= олимпијски рекорд, ЕР = европски рекорд, САР = рекорд Северне Америке, ЈАР = рекорд Јужне Америке, АФР = рекорд Африке, АЗР = рекорд Азије, ОКР = рекорд Океаније, РС = рекорд Србије

### Женски рекорди
(стање 20. децембар 2010)
|     | Време/s | Име           | Држава               | Место    | Датум              |
| --- | ------- | ------------- | -------------------- | -------- | ------------------ |
| СР  | 7,68    | Сузана Калур  | Шведска              | Карлсруе | 10. фебруар 2008.  |
| ЕР  | 7,68    | Сузана Калур  | Шведска              | Карлсруе | 10. фебруар 2008.  |
| САР | 7,72    | Лоло Џоунс    | Сједињене Државе     | Доха     | 13. март 2010.     |
| ЈАР | 8,08    | Maíla Machado | Бразил               | Москва   | 11. март 2006.     |
| АФР | 7,82    | Глори Алозије | Нигерија             | Мадрид   | 16. фебруар 1999.  |
| АЗР | 7,82    | Олга Шишигина | Казахстан            | Аман     | 21. фебруар 1999.  |
| ОКР | 7,96    | Сали Пирсон   | Аустралија           | Њујорк   | 30. јануар 2009.   |
| РС  | 8,07    | Ања Лукић     | Србија · ОАК Београд | Београд  | 29. децембар 2024. |

СР= светски рекорд, ОР= олимпијски рекорд, ЕР = европски рекорд, САР = рекорд Северне Америке, ЈАР = рекорд Јужне Америке, АФР = рекорд Африке, АЗР = рекорд Азије, ОКР = рекорд Океаније, РС = рекорд Србије

## Листа најбољих резултата — 60 метара препоне за мушкарце
Ово је листа атлетичара, који су трчали 60 м у времену испод 7,40 сек, са стањем на дан 25. децембар 2010. (Напомена: већина атлетичара је по неколико пута истрчало трку у приказаном временском распону. Приказан је само најбољи резултат.)
| #   | Рез. | Атлетичар     | Рођен              | Држава               | Датум             | Место        |
| --- | ---- | ------------- | ------------------ | -------------------- | ----------------- | ------------ |
| 1.  | 7,30 | Колин Џексон  | 18. фебруар 1967.  | Уједињено Краљевство | 6. март 1994.     | Зинделфинген |
| 2.  | 7,33 | Дајрон Роблес | 19. новембар 1986. | Куба                 | 8. фебруар 2008.  | Диселдорф    |
| 3.  | 7,36 | Грег Фостер   | 4. август 1958.    | Сједињене Државе     | 16. јануар 1987.  | Лос Анђелес  |
| 3.  | 7,36 | Теренс Трамел | 23. новембар 1978  | Сједињене Државе     | 14. март 2010.    | Доха         |
| 5.  | 7,37 | Роџер Кингдом | 26. август 1962.   | Сједињене Државе     | 8. март 1989.     | Пиреј        |
| 5.  | 7,37 | Аниер Гарсија | 9. март 1976       | Куба                 | 9. фебруар 2000.  | Пиреј        |
| 5.  | 7,37 | Тони Дер      | 6. август 1963     | Сједињене Државе     | 18. фебруар 2000  | Кемниц       |
| 8.  | 7,38 | Марк Крир     | 2. октобар 1968.   | Сједињене Државе     | 8. март 1998.     | Зинделфинген |
| 8.  | 7,38 | Реџи Ториан   | 22. април 1975.    | Сједињене Државе     | 27. фебруар 1999. | Атланта      |
| 10. | 7,40 | Џоел Ернандез | 12. децембар 1977. | Куба                 | 16. фебруар 2000. | Мадрид       |

## Листа најбољих резултата — 60 метара препоне за жене
Ово је листа атлетичарки, које су трчале 60 метара препоне у времену испод 7,77 сек. са стањем на дан 25. децембар 2010. године. (Напомена: већина атлетичарки је по неколико пута истрчало трку у приказаном временском распону. Приказан је само најбољи резултат.) 
| #  | Рез. | Атлетичарка       | Рођена              | Држава           | Датум             | Место        |
| -- | ---- | ----------------- | ------------------- | ---------------- | ----------------- | ------------ |
| 1. | 7,68 | Сузана Калур      | 16. фебруар 1981.   | Шведска          | 10. фебруар 2008. | Карлсруе     |
| 2  | 7,69 | Лудмила Енгквист  | 21. април 1964.     | Совјетски Савез  | 4. фебруар 1990   | Чељабинск    |
| 3  | 7,72 | Лоло Џоунс        | 5. август 1982      | Сједињене Државе | 13. март 2010.    | Доха         |
| 4  | 7,73 | Корнелија Ошкенат | 29. октобар 1961.   | Источна Немачка  | 15. фебруар 1989. | Беч          |
| 5  | 7,74 | Јорданка Донкова  | 28. септембар 1961. | Бугарска         | 14. фебруар 1987. | Софија       |
| 5  | 7,74 | Мишел Фриман      | 5. мај 1969.        | Јамајка          | 3. фебруар 1998.  | Мадрид       |
| 5  | 7,74 | Гејл Диверс       | 19. новембар 1966   | Сједињене Државе | 1. март 2003.     | Бостон       |
| 8. | 7,75 | Bettine Jahn      | 3. август 1958      | Источна Немачка  | 5. март 1983.     | Будимпешта   |
| 8. | 7,75 | Пердита Фелисјен  | 29. август 1980     | Канада           | 7. март 2004.     | Будимпешта   |
| 10 | 7,76 | Глорија Зиберт    | 13. јануар 1964.    | Источна Немачка  | 5. фебруар 1988.  | Зинделфинген |